# Čajovna

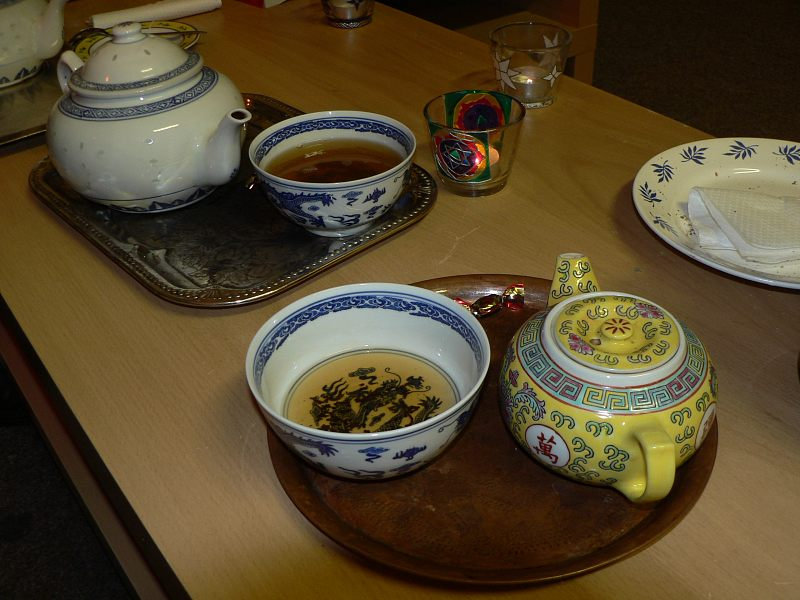
Čaj v čajovně

Čajovna je veřejné místo, kam se chodí pít čaj. Tento termín se ale také používá pro zvláštní domácí místnosti nebo domky určené k pití čaje například v Japonsku.

## Česká čajovna

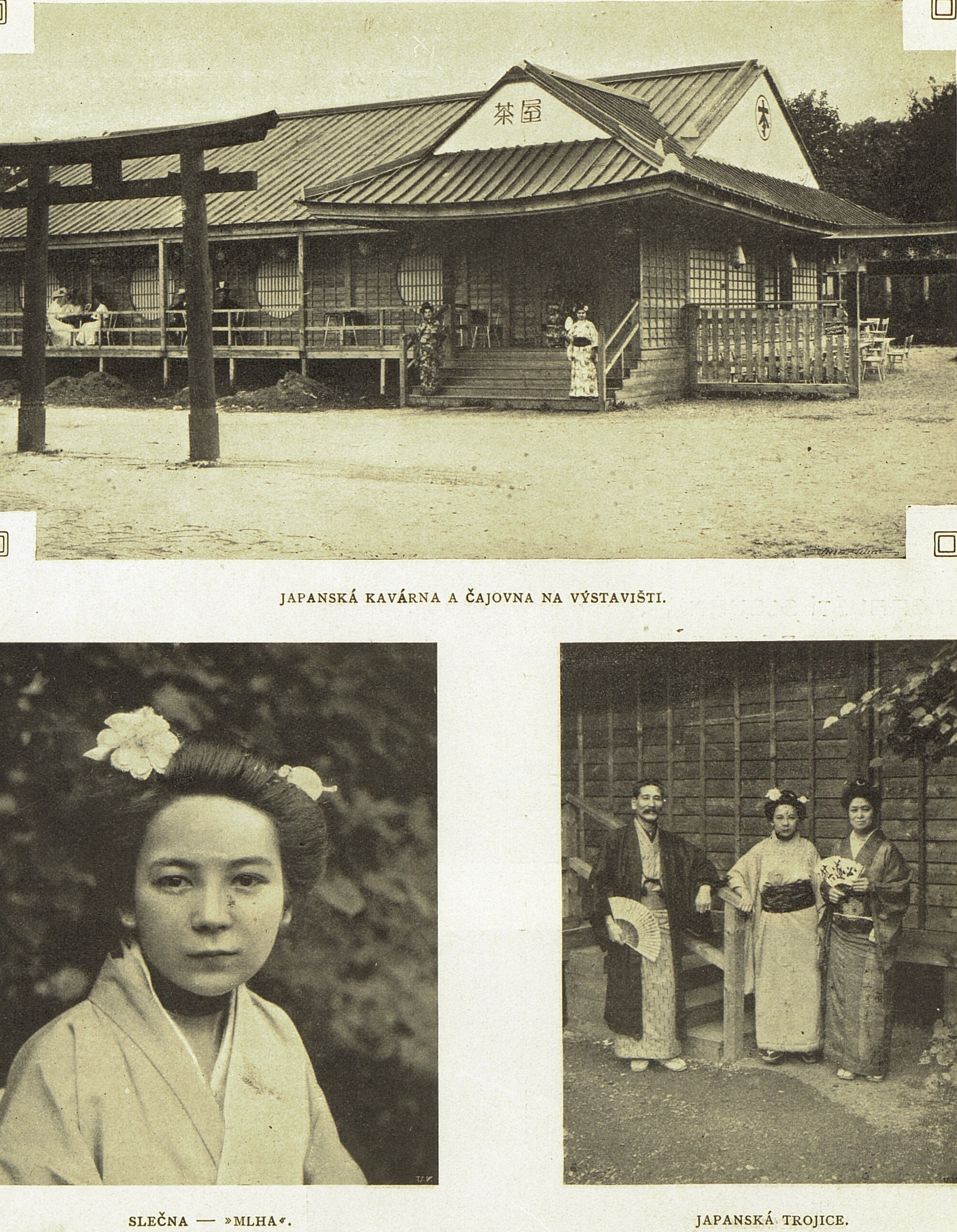
Čajovna na pražském Výstavišti a její obsluha (1908)

První čajovna se na českém území objevila v roce 1908, kdy cestovatel Joe Hloucha založil spolu se svým bratrem na pražském výstavišti japonskou čajovnu. Nicméně hlavní rozmach čajoven přišel až po roce 1989. Tehdy vznikaly první čajovny v dnešní podobě, tedy většinou tichá místa s tlumeným osvětlením, kde se za doprovodu nejčastěji meditativní hudby, hudby New Age nebo world music pijí nejen čaje, ale také jihoamerické maté nebo africký rooibos.
Obecně lze říct, že čajovny se snaží vždy navodit pocit intimního a zabydleného prostředí. Snaha vytvořit pro návštěvníky „obývák někde jinde“ je typická. Odráží se to kupříkladu ve způsobu, jakým je používáno osvětlení – to je často velice jemné nebo tlumené. Stejně je tomu i s vnějším světlem. Jen málo čajoven má velká prosklená okna bez záclon.[zdroj?]
V českých čajovnách se často podávají malá jídla a jedná se o nekuřácké prostory (s výjimkou vodních dýmek).
K únoru 2020 bylo v České republice nejméně 199 čajoven, což odpovídá koncentraci 1,89 čajovny na 100 tisíc obyvatel. Podle Aleše Juřiny jde o největší koncentraci čajoven na světě.

## Čínské čajovny
V Číně se v čajovnách odjakživa odehrával veškerý společenský život. Čajovna byla vždy jakýmsi zrcadlem čínské společnosti.[zdroj?]
V čínských čajovnách, nebo spíše čajových teráskách (čajovny nebyly situovány do uzavřených místností nebo sklepů), bychom marně hledali oázu klidu pro meditaci. Hromadně a hlasitě se tu debatovalo na všechna témata, jaká jen Číňany napadla. Dokonce i za války, kdy bylo na všech veřejných (mnohdy i soukromých) místech trestné mluvit o „věcech státu“, se nesly čajovnami ostré kritiky. Byly centrem konání různých představení, slavných čajových soutěží, utkání řečníků a podobně.[zdroj?]
Po válce se však začaly zvyky ubírat jiným směrem. Čína se více otevřela západním vlivům, to způsobilo částečný útěk od čajoven k hospůdkám, kavárnám a hernám. Dnes už se nedá říci, že by byly čajovny centrem veškerého dění. Jejich obliba sice oproti dřívějším časům klesla, a přece si dodnes ponechaly své typické kouzlo a vytříbené způsoby přípravy čajů.[zdroj?]